# Campionati europei di bob 2003
I Campionati europei di bob 2003, trentasettesima edizione della manifestazione organizzata dalla Federazione Internazionale di Bob e Skeleton, si sono disputati il 25 e il 26 gennaio 2003 a Winterberg, in Germania, sulla pista Bobbahn Winterberg, il tracciato sul quale si svolsero le rassegne continentali del 1979, del 1989 e del 1999. La località della Renania Settentrionale-Vestfalia ha quindi ospitato le competizioni europee per la quarta volta nel bob a due uomini e nel bob a quattro.
Anche questa edizione si è svolta con la modalità della "gara nella gara", contestualmente alla sesta tappa della Coppa del Mondo 2002/03.

## Risultati

### Bob a due uomini
La gara si è svolta il 25 gennaio 2003 nell'arco di due manches ed hanno preso parte alla competizione 27 compagini in rappresentanza di 14 differenti nazioni.
| Pos. | Atleti                             | Nazione     | Tempo   | Distacco |
| ---- | ---------------------------------- | ----------- | ------- | -------- |
|      | René Spies Marco Jakobs            | Germania-1  | 1:51.79 |          |
|      | André Lange Kevin Kuske            | Germania-2  | 1:52.54 | +0.75    |
|      | Ralph Rüegg Beat Hefti             | Svizzera-2  | 1:52.72 | +0.93    |
| 4    | Martin Annen Cédric Grand          | Svizzera-1  | 1:52.81 | +1.02    |
| 5    | Ivo Danilevič Roman Gomola         | Rep. Ceca-1 | 1:52.83 | +1.04    |
| 6    | Reto Rüegg Christian Aebli         | Svizzera-3  | 1:52.90 | +1.11    |
| 7    | Fabrizio Tosini Cristian La Grassa | Italia-1    | 1:53.01 | +1.22    |
| 8    | Wolfgang Stampfer Klaus Seelos     | Austria-1   | 1:53.03 | +1.24    |
| 9    | Jürgen Loacker Lukas Butzerin      | Austria-2   | 1:53.12 | +1.33    |
| 10   | Gatis Gūts Intars Dīcmanis         | Lettonia-2  | 1:53.19 | +1.40    |

### Bob a quattro
La gara si è svolta il 26 gennaio 2003 nell'arco di due manches ed hanno preso parte alla competizione 20 compagini in rappresentanza di 12 differenti nazioni.
| Pos. | Atleti                                                                | Nazione     | Tempo   | Distacco |
| ---- | --------------------------------------------------------------------- | ----------- | ------- | -------- |
|      | Sandis Prūsis Jānis Silarājs Mārcis Rullis Jānis Ozols                | Lettonia-1  | 1:50.67 |          |
|      | André Lange René Hoppe Enrico Kühn Carsten Embach                     | Germania-1  | 1:50.73 | +0.06    |
|      | Martin Annen Urs Aeberhard Silvio Schaufelberger Cédric Grand         | Svizzera-2  | 1:50.90 | +0.23    |
| 4    | René Spies Franz Sagmeister Thomas Riethmüller Marco Jakobs           | Germania-2  | 1:50.98 | +0.31    |
| 5    | Ralph Rüegg Andreas Gees Beat Hefti Elmar Schaufelberger              | Svizzera-1  | 1:51.21 | +0.54    |
| 6    | Aleksandr Zubkov Aleksej Selivërstov Sergej Golubev Dmitrij Stëpuškin | Russia-1    | 1:51.27 | +0.60    |
| 7    | Matthias Höpfner Marc Kühne Andreas Barucha Daniel Gärtner            | Germania-3  | 1:51.35 | +0.68    |
| 8    | Wolfgang Stampfer Andreas Pröller Klaus Seelos Martin Schützenauer    | Austria-1   | 1:51.62 | +0.95    |
| 9    | Bruno Mingeon Emmanuel Hostache Christophe Fouquet Alex van Houtte    | Francia-1   | 1:51.71 | +1.04    |
| 10   | Ivo Danilevič Jan Kosak Roman Gomola Jan Kobián                       | Rep. Ceca-1 | 1:51.81 | +1.14    |

## Medagliere
| Pos.   | Paese    | Oro | Argento | Bronzo | Totale |
| ------ | -------- | --- | ------- | ------ | ------ |
| 1      | Germania | 1   | 2       | 0      | 3      |
| 2      | Lettonia | 1   | 0       | 0      | 1      |
| 3      | Svizzera | 0   | 0       | 2      | 2      |
| Totale | Totale   | 2   | 2       | 2      | 6      |